# G.I. Joe (Taube)

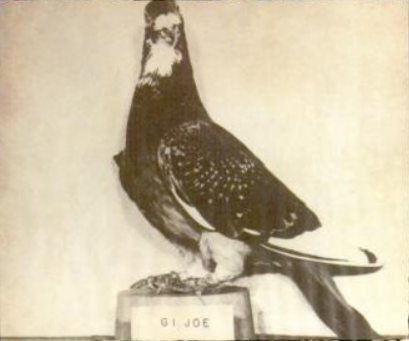
G.I. Joe, ausgestopft, ausgestellt in Fort Monmouth

G.I. Joe (* 24. März 1943 in Algier; † 3. Juni 1961 in Detroit) war eine berühmte Brieftaube der US-amerikanischen Armee mit Einsätzen in Nordafrika und Italien. Zur Zeit des Zweiten Weltkrieges gehörte sie dem US Army Pigeon Service an. G.I. Joe zählt neben Cher Ami zu den berühmtesten Brieftauben der Welt.

## Leben
G.I. Joe wurde schon kurz nachdem er geschlüpft war, von der US Army zur Überbringung von Nachrichten eingesetzt. Zunächst überbrachte der junge Brieftäuberich in Tunesien, vor allem bei Bizerta, militärische Nachrichten. Er wurde allerdings nur wenige Monate später nach Italien verlegt.
Der berühmteste Einsatz von G.I. Joe fand am 18. Oktober 1943 in der kleinen italienischen Stadt Calvi Vecchia statt. Die US-amerikanische Armee sollte der britischen Armee durch Luftangriffe auf die Stadt deren Einnahme erleichtern. Der 56. Britischen Brigade war es aber gelungen, die Stadt ohne größere Gegenwehr der deutschen Truppen einzunehmen. Mit diesem Umstand hatten die Alliierten nicht gerechnet. Zunächst schlug jede versuchte Kontaktaufnahme mit den Verbündeten fehl, um den Angriff zu stoppen. Deshalb wurde G.I. Joe mit der Überbringung der wichtigen Nachricht betraut. Er legte die 30 Kilometer zum US-amerikanischen Kommandostützpunkt in nur 20 Minuten zurück und traf noch vor Abheben der Kampfflugzeuge ein. G.I. Joe wird deswegen die Rettung von über 100 Soldaten und tausenden Zivilisten zugeschrieben.
Aufgrund dieses Einsatzes wurde G.I. Joe im November 1946 feierlich die britische Kriegsauszeichnung Dickin Medal für Tiere von Generalmajor Charles Keightley in seiner Eigenschaft als Bevollmächtigter für die militärische Ausbildung im Kriegsministerium verliehen.
Sein restliches Leben verbrachte G.I. Joe zunächst in den Taubenschlägen der „Racing Pigeon Hall of Fame“ bei New York City sowie ab 1957 im zoologischen Garten der Stadt Detroit, wo er schließlich im Alter von 18 Jahren verstarb.